# Galaxy Nexus

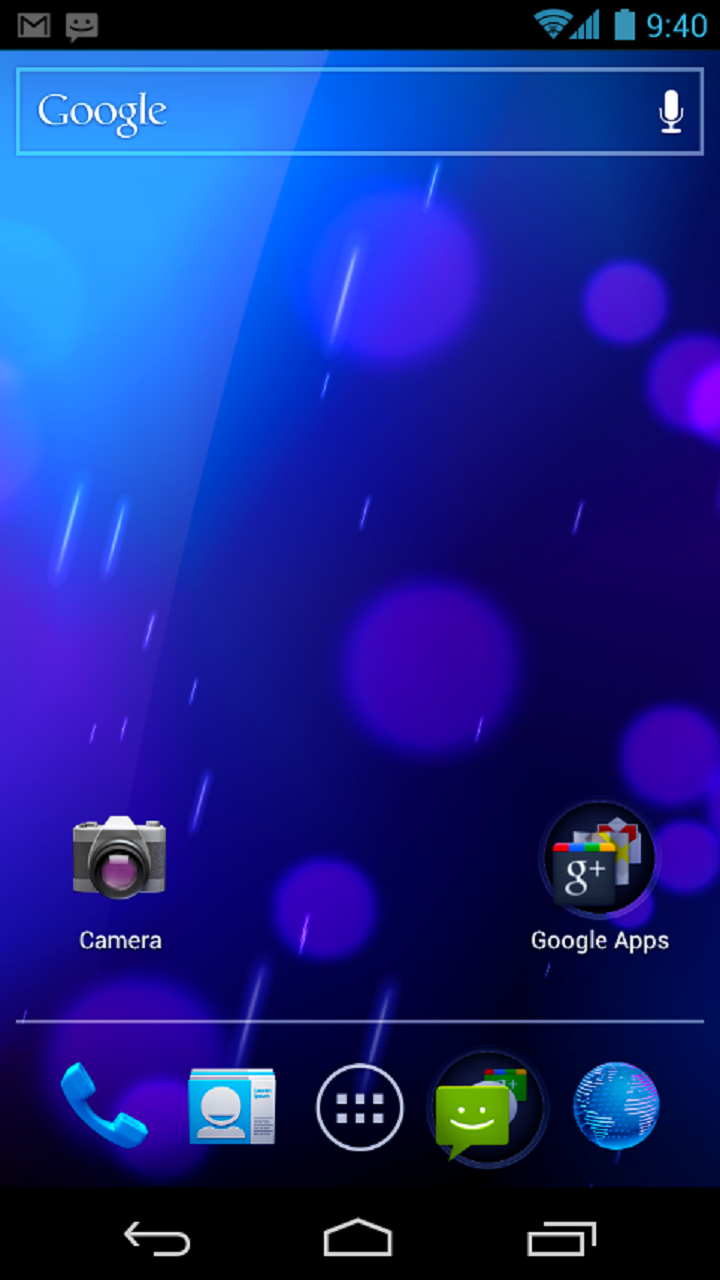
Android 4.0 Ice Cream Sandwich

Galaxy Nexus (GT-I9250, также известен, как Nexus 3) — смартфон на базе операционной системы Android, разработанный совместно компаниями Google Inc. и Samsung Electronics. Телефон является преемником предыдущих флагманских телефонов Google, как Nexus One и Nexus S. Galaxy Nexus является представителем третьего поколения линейки смартфонов Google Nexus, в которую также входят аппараты Nexus 6P, Nexus 5X, Nexus 6, Nexus 5, Nexus 4, Nexus S и Nexus One.
Смартфон был представлен 19 октября 2011 года. Поступил в продажу в Великобритании 17 ноября, в США — 15 декабря. В России официальные продажи Galaxy Nexus в фирменных салонах Samsung стартовали 23 декабря, открытые продажи в других торговых точках начались 17 января 2012 года.
Galaxy Nexus имеет дисплей Super AMOLED высокой четкости (1280 × 720) с изогнутой стеклянной поверхностью Dragontrail, улучшенную камеру и был первым устройством Android Ice Cream Sandwich версии 4.0. Название является результатом совместного брендинга Android-смартфонов Samsung Galaxy и Google Nexus. Однако в Бразилии устройство известно как Samsung Galaxy X из-за торговой марки Nexus.
К 29 октября 2012 года Galaxy Nexus больше не продавался в магазине Google Play после выпуска его преемника LG Nexus 4.

## История
Планы Google продолжить серию Nexus и вывести на рынок Nexus третьего поколения были подтверждены старшим вице-президентом Google по мобильным платформам Энди Рубином в мае 2011 года. Samsung Mobile выпустила тизер-видео для своего Google Unpacked 11 октября, но позже отложила (на 19 октября) анонс продукта из уважения после смерти Стива Джобса.
До официального объявления широкая публика и средства массовой информации также называли его Google «Nexus Prime». Были неоднократные утечки, содержащие практически точные данные об этом устройстве. Телефон был официально анонсирован 19 октября 2011 года в Гонконге, и его официальное название было «Galaxy Nexus».

## Анонс
Первоначально компании Google и Samsung Electronics планировали представить новый смартфон, а также новую версию операционной системы Android 11 октября 2011 года на мероприятии под названием Samsung Mobile Unpacked 2011 Google Episode в рамках выставки CTIA в Сан-Диего, однако из-за смерти Стива Джобса мероприятие было перенесено.
Телефон был представлен 19 октября 2011 года на презентации в Гонконге. Презентацию вели представители двух компаний, особое внимание было уделено операционной системе Android 4.0 (Ice Cream Sandwich), под управлением которой работает смартфон.

## Аппаратное обеспечение
Galaxy Nexus оснащен 4,65-дюймовым дисплеем HD SuperAMOLED, выполненным по технологии PenTile с разрешением 1280×720 пикселей, изогнутым стеклом, двухъядерным процессором с частотой 1.2 Ghz Ti OMAP 4460 (ARM Cortex-A9) вместе с графическим чипом PowerVR SGX540, 1 Гб оперативной памяти, аккумулятором, ёмкостью 1750 мА·ч (в версии с 32 Гб памяти и 4G емкость составляла 1850 мА·ч, также была доступна усиленная батарея на 2100 мА·ч, поставлявшаяся со специальной выпуклой задней крышкой), 1,3-мегапиксельной фронтальной камерой и 5-мегапиксельной основной камерой, способной записывать видео с разрешением 1080p (FullHD), Wi-Fi, Bluetooth, GPS, барометром, компасом, NFC, а также 16 ГБ встроенной памяти.
У телефона нет физических кнопок на передней панели, вместо них — экранные софт-клавиши, встроенные в интерфейс операционной системы.

## Программное обеспечение
Galaxy Nexus — первый смартфон, работавший на версии Android 4.0 (Ice Cream Sandwich), в которой добавлено много дополнений и улучшений, включая такие функции, как Face Unlock (распознавание владельца по лицу), изменения в работе голосового набора текста, Android Beam и поддержка NFC. 1 ноября 2013 Google официально заявила, что не будет обновлять Galaxy Nexus до Android 4.4 KitKat. Это было связано с тем, что Texas Instruments не предоставили драйвера для нового ядра (3.4.х) и ушли с рынка микропроцессоров. Последней версией, официально доступной, стала 4.3 на ядре 3.0.72. Однако благодаря усилиям стороних разработчиков Galaxy Nexus можно обновить вплоть до Android 6.0 с помощью кастомных прошивок.

## Доступность
Galaxy Nexus, как и предыдущий Nexus S, продавался не привязанным к оператору, но с заблокированным загрузчиком, который легко можно было разблокировать.
В Японии телефон продавался оператором NTT DoCoMo, эта версия устройства известна как SC-04D.
Продаваемая в США LTE-версия также была заблокированной. В 2011—2012 AT&T Mobility, Sprint Nextel и Verizon Wireless закончили создание LTE-сетей.
В Великобритании смартфон поставлялся с контрактами от Vodafone, O2 и Three (Hutchison 3G).

## Варианты
Изначально устройство было доступно только в чёрном цвете, разработанном под кодовым названием «Tuna». Белая версия (с чёрной передней панелью) стала доступна в феврале 2012 года. Для сотрудников Google было выпущено специальное издание с уникальной задней обложкой.
Поскольку устройство было разработано для работы с операторами связи, использующими различные сетевые технологии, существует несколько вариантов аппаратного обеспечения Galaxy Nexus:
1. SCH-I515 «Toro»: вариант Verizon Wireless с возможностью подключения 4G LTE в диапазоне 700 МГц (диапазон 13), а также с возможностью подключения CDMA/EV-DO Rev. A в диапазонах PCS (800/1900 МГц). Это устройство имеет 16 или 32 ГБ встроенной памяти, имеет толщину 9,47 мм и оснащено аккумулятором емкостью 1850 мАч. Внешний вид этого устройства аналогичен международной версии.
2. GT-I9250 «Maguro»: вариант GSM/HSPA+. Включает поддержку диапазонов HSPA+ AT&T и T-Mobile в США. Этот конкретный вариант продавался Google в Play Store с разблокированной SIM-картой[40].
3. SPH-L700 «Toro Plus»: вариант Sprint с возможностью подключения 4G LTE в диапазоне 1900 МГц (диапазон 25). Он практически идентичен варианту Verizon, за исключением отсутствия слота для SIM-карты и незначительных косметических отличий.
4. GT-I9250T: австралийский вариант GSM/HSPA+. Соответствует австралийским нормативным требованиям, а базовая полоса настроена так, чтобы предпочитать 3G 850 МГц. Этот конкретный вариант в настоящее время продается Optus, Telstra и Vodafone.
5. SHW-M420S/K: корейский вариант GSM/HSPA+. Соответствует корейским нормативным требованиям, таким как звук затвора камеры. Этот конкретный вариант продавался SKT и KT.

## Судебные разбирательства
30 июня 2012 года суд северного округа Калифорнии в лице судьи Люси Кох запретил продажи в США смартфона Samsung Galaxy Nexus после подачи в суд Apple, обвиняющего Samsung в нарушении четырёх патентов:
- 8,086,604 — реализация голосового помощника[41]
- 5,946,647 — определение телефонов в программах и его вызов по нажатию[42]
- 8,046,721 — «Slide to unlock»[43]
- 8,074,172 — предсказание слов при наборе на экранной клавиатуре[44].

6 июля 2012 апелляционный суд снял введенный запрет на продажи смартфонов Galaxy Nexus в США.

## Аксессуары
Официальный ассортимент аксессуаров Samsung включает настольную док-станцию с портом HDMI, настольную подставку с разъемом 3,5 мм, подставку с портом для зарядки второго аккумулятора и автомобильный держатель, который позволит пользователям превратить свой телефон Galaxy Nexus в замену спутниковой навигации. Все аксессуары Samsung оснащены портом microUSB, поэтому телефон можно заряжать во время использования.

## Прием
Galaxy Nexus вызвал большой интерес и после выпуска получил очень положительные отзывы. Мириам Джоар из Engadget похвалила телефон за скорость, ощущение, дисплей и время автономной работы. Жуар пришел к выводу, что на момент написания статьи Galaxy Nexus был «лучшим телефоном на Android, доступным сегодня», а также заключил, что это «возможно, даже лучший телефон, доступный сегодня, и точка». Джинни Мис из PCWorld повторила предыдущее заявление, заявив, что Samsung Galaxy Nexus — это «превосходный телефон и отличное средство для представления миру Android Ice Cream Sandwich». Несмотря на то, что Android предстоит пройти «долгий путь», с точки зрения прогресса, настройки и обновления, реализованные Google во всей операционной системе, существенно повышают эффективность и простоту использования операционной системы.
В своем обзоре Mobilesyrup похвалил телефон, заявив, что «пути назад нет». Они высоко оценили его эстетику, отметив, что Galaxy Nexus сочетает в себе элементы дизайна Nexus S и Galaxy S II. Хотя OMAP SoC имел меньшую тактовую частоту и использовал графический процессор последнего поколения при отображении экрана 720p с на 40 % большим количеством пикселей, чем у конкурентов с экранами qHD (540p), не было замедления или нестабильности приложений, а Galaxy Nexus часто был быстрее, чем современные смартфоны. как в тестах, так и в реальном использовании. Они также похвалили его программное обеспечение, поскольку «опыт стал намного лучше», объявив телефон «первым лучшим Android-устройством в истории»."
Даррен Мерф из Engadget охарактеризовал Ice Cream Sandwich как «плавный как никогда», добавив, что «без сомнения, это самая гладкая и совершенная версия Android». В целом Мерф был «в восторге от того, каким получился первый телефон Ice Cream Sandwich» с его «сдержанным, гладким, красивым», продолжая хвалить дисплей телефона. Винсент Нгуен из SlashGear отметил высокую производительность Android 4.0.1, тесную интеграцию между операционной системой и оборудованием и пришел к выводу, что «это лучший телефон Android на сегодняшний день». Дж. Р. Рафаэль из Computerworld заявил: «Galaxy Nexus — исключительный телефон, возможно, лучший телефон на Android на сегодняшний день», заявив, что он «гладкий и привлекательный, с тонким, легким корпусом и красивым HD-дисплеем». Рафаэль закончил обзор, написав, что Galaxy Nexus «невероятно быстр обеспечивает, возможно, лучшую общую производительность среди всех доступных мобильных устройств».
В обзоре T3 Томас Тэмблин отметил, что основная (задняя) камера была «быстрее, чем у многих цифровых камер», и похвалил работу телефона как «очень плавную» и что «это похоже на версию Android, которая уже очень полированный». Джошуа Топольски из The Verge заявил, что телефон является одним из "лучших когда-либо созданных смартфонов, а с парой незначительных изменений (особенно в камере) он может стать лучшим смартфоном из когда-либо созданных. Чарли Уайт из Mashable охарактеризовал экран как «великолепный», обеспечивающий «исключительно четкое изображение», а дизайн аппаратного обеспечения — как «впечатляющий успех», заключив, что Galaxy Nexus «безусловно лучший телефон на Android я ещё видел».